# ジョン・メイソン・フェリス
ジョン・メイソン・フェリス（John Mason Ferris、1825年1月17日 - 1911年1月30日）は、アメリカ・オランダ改革派教会外国伝道局の総主事である。

## 経歴
アイザック・フェリスの子としてニューヨーク州のオールバニに生まれる。1843年ニューヨーク大学、1849年にニューブランズウィック神学校を卒業後各地で牧師を務める。
父の後任として、1865年よりオランダ改革派教会外国伝道局総主事に就任。多数の宣教師を日本へ派遣し、明治維新前後にフルベッキを通じて多数の日本人留学生を受け入れ、留学先の世話をしたことから、日本人留学生の父といわれた。このため、1871年に岩倉使節団一行が渡米した際に、岩倉具視、大久保利通より感謝状が贈られた。また、ウィリアム・グリフィスやリロイ・ランシング・ジェーンズらを、お雇い外国人教師として大学南校（現・東京大学）などに斡旋した。
フェリス女学院の名称は、フェリス父子を記念して付された。